# Evidence-based librarianship
Evidence-based librarianship je moderní trend vycházející z původního konceptu, vzniklého v 90. letech 20. století „Evidence Based Medicine“ v originále evidence-based medicine (EBM). Tento koncept je součástí manažerského procesu pro kvalitní a podložené rozhodování. Průběžné vyhodnocování kvality zdravotní péče a dostatek důkazů vedou ke konečné fázi, kdy lékař aplikuje odvozený postup na své pacienty.

## Na důkazech založené knihovnictví
V oblasti knihovnictví je tento pojem poměrně mladý, z toho důvodu není ustálený překlad zaručující autonomii tohoto výrazu. Nejčastěji je pojem Evidence-based-librarianship překládán jako „Na důkazech založené knihovnictví“. V odborné literatuře se setkáme s řadou definic pro EBL. Nicméně ne všechny jsou orientovány tím správným směrem. Výstižnou, ale spíše teoretickou definici uvádí Ellen Crumley a Denise Koufogiannakis:
„Úkolem EBL je zajistit zlepšení knihovnické profese pomocí pokládání otázek společně s hledáním kritického hodnocení a výzkumy začleněnými do každodenní praxe knihovny. Tato definice zahrnuje povzbuzování a školení knihovníků pro vlastní realizaci kvantitativních a kvalitativních výzkumů na vysoké úrovni.“ (Překlad autora )

## Koncept EBL
Koncept EBL je založen na znalosti uživatel včetně jejich potřeb a očekáváních, které by měli být pomocí výzkumů odhaleny a správně interpretovány. Tyto výsledky by měly být následně zaváděny do praxe a s možností rychlých změn. V rámci konceptu je brán ohled na knihovníky a informační pracovníky, kteří by měli aktivně vyhledávat možnosti výzkumů pro vlastní profesní růst i celkový přínos instituce. Díky výzkumům mohou plynout pro knihovníky a informační pracovníky velké výhody. Pokud budou dobře znát své uživatele, nebude pro ně problém vycházet jim v co největší míře vstříc, čímž sami zlepší kvalitu služeb celé instituce. Je zřejmé, že samotný knihovník nebo informační profesionál bude připravenější na případné referenční dotazy a například modifikuje svou činnost tak, aby si ulehčil práci.
Důležitým faktorem EBL je neustále realizování jednotlivých výzkumy s čímž souvisí i průběžné vyhodnocování získaných dat. Pokud by se na EBL pohlíželo jako na jednorázovou činnost, jistě by nedosahovalo úspěchu.

## Schéma EBL
Výzkumný problém (z praxe)→ Získávání dat (důkazů)→ Ověřování → Aplikace (akce)→ Změření účinku akce → Výzkumný problém (z praxe)→ ………

Ze schématu je patrné, že se jedná o cyklus, který spočívá v soustavném ověřování a získávání nových informací s jejich následným začleněním a měřením účinku, ze kterého je možnost zkoumat další výzkumné problémy. O dalších výhodách, které EBL přináší, se dočteme v dokumentu „Developing evidence-based librarianship: practical steps for implementation“:
„Analytický pohled na knihovnictví prostřednictvím výzkumu podporuje růst, zvědavost a vzdělávání. Podněcuje v knihovnících zájem o profesi a nabádá je realizovat výzkum, aby nalézali odpovědi, pokud ještě nejsou k dispozici. Pro knihovníky to může znamenat možnost najít jiná řešení, pokud nejsou spokojeni s tím, co nalezli v literatuře“ (překlad autora)
Pro lepší vhled do problematiky tohoto principu je namístě představit několik otázek:
- Jsou knihovníci a informační pracovníci dostatečně metodologicky připraveni k realizaci výzkumů, nebo mají pocit, že nikoli?
- Jak je hodnocen výzkum v dané instituci jako pracovní úkon? (důležitá činnost/ podřadná činnost)
- Zbývá knihovníkům dostatek času, mimo běžné pracovní úkony, k provádění výzkumných šetření?

## Přijetí konceptu
Pro přijetí celého konceptu EBL a následného využívání v praxi mezi knihovníky a informačními pracovníky, je nutné, aby bylo zajištěno dosytné proškolení těchto pracovníků z hlediska pokládání správně strukturovaných otázek. „Navržené metody pro praktické začlenění rámce EBL by měly být doplněny odbornou část, ve které jsou rozebrány typy výzkumných otázek, které mohou být použity ve výzkumu. Tento model tak umožňuje knihovníkům a informačním pracovníkům, zaměřit se na tvorbu otázek a pustit se do hledání odpovědí. Prvním krokem k vyjasnění otázek a znalosti typů otázek je práce a používání odborné literatury k tomu určené.“ (Překlad autora)

## Použitá literatura
- CRUMLEY, Ellen a Denise KOUFOGIANNAKIS. Developing evidence-based librarianship: practical steps for implementation. Health Information & Libraries Journal. 2002, 19, 2, s. 61-70. Dostupný také z WWW: <http://onlinelibrary.wiley.com/doi/10.1046/j.1471-1842.2002.00372.x/full>.

- Evidence based – důkazy, svědectví, fakta, nebo doklady?. IKAROS: Elektronický časopis o informační společnosti [online]. 2005 [cit. 2014-05-12]. Dostupné z: http://www.ikaros.cz/evidence-based-dukazy-svedectvi-fakta-nebo-doklady.

- PROČ JE DŮLEŽITÉ DĚLAT V KNIHOVNÁCH VÝZKUMY?. Výzkumy.knihovna.cz [online] [cit. 2014-05-12]. Dostupné z: https://web.archive.org/web/20140318075232/http://vyzkumy.knihovna.cz/ucebnice/proc-je-dulezite-delat-v-knihovnach-vyzkumy.